# Arctia flavobasalis
Arctia flavobasalis là một loài bướm đêm thuộc phân họ Arctiinae, họ Erebidae.